# Jaskinia w Wiśniówkach
Jaskinia w Wiśniówkach – gipsowa jaskinia krasowa zlokalizowana we wsi Wiśniówki.

## Informacje ogólne
Druga co do długości jaskinia gipsowa w Polsce. Wejście (obecnie zasypane – 2014 r.) do jaskini znajduje się na terenie prywatnym w polu, niedaleko drogi przebiegającej przez wieś Wiśniówki. Prawdopodobnie dostęp powstał w wyniku zapadnięcia się części stropu jaskini. Jaskinia ma charakter poziomy, w znacznej części jest zalana wodą, co znacznie utrudnia zwiedzanie.

## Historia
Jaskinia została prawdopodobnie odkryta przez właściciela terenu, który około 1992 roku odkopał otwory. Z racji wodnych trudności nie była w znaczącym stopniu poznana. W 2012 roku zespół grotołazów: Kotwica J., Wojtasik P., Saganowska J., Saganowski M. wyeksplorował obecnie poznane ciągi jaskini i sporządził plan.